# Hotel Imperial (Fernsehserie)
Hotel Imperial (Originaltitel: Grand Hotel) ist eine italienische Fernsehserie, die 2015 für den Fernsehsender Rai 1 produziert wurde und auf der spanischen Fernsehserie Grand Hotel von Ramón Campos und Gema R. Neira basiert. Sie rückt die Handlung nach Südtirol. Im Gegensatz zum Original besteht sie nur aus einer Staffel, die im Original sechs 90-minütige Folgen umfasst; alternativ gibt es einen Schnitt, der die Serie in zwölf 45-minütige Folgen unterteilt. Bei der Erstausstrahlung im deutschsprachigen Raum, die ab 29. Juli 2016 beim Sender Servus TV erfolgte, wollte man ursprünglich Letzteren senden, entschied sich dann wohl aber dagegen.

## Besetzung
- Eugenio Franceschini: Pietro Neri
- Valentina Bellè: Adele Alibrandi
- Andrea Bosca: Marco Testa
- Marion Mitterhammer: Donna Vittoria
- Dario Aita: Jacopo Alibrandi
- Barbara Ronchi: Olimpia Alibrandi
- Günter Bubbnik: Rodolfo Von Raben
- Flavio Furno: Angelo Cereda
- Emanuela Grimalda: Rosa Cereda
- Federica De Cola: Caterina Neri
- Francesca Agostini: Cameriera Anita
- Ugo Dighero: Ispettore Egisto Venezia
- Pierpaolo Spollon: Agente Arturo Parini
- Carmelo Galati: Oreste Ratti
- Andrea Bruschi: Dottor Gadda
- Klaus Schindler: Raimondo Bechert
- Ernesto D’Argenio: Romeo Zatner
- Elisabetta De Palo: Marchesa Elsa Von Raben
- Valentina Romani: Inga
- László I. Kish: Generale Falkenstein
- Rosa Diletta Rossi: Mitzi Falkenstein
- Federica Rosellini: Clara Falkenstein
- Riccardo Bocci: David Morgenstern
- Wilhelm Manske: Aaron Morgenstern
- Camilla Diana: Cameriera Betta
- Irena Goloubeva: Cameriera Nina
- Chiara De Bonis: Cameriera Linda
- Giuseppe Antignati: Cuoco Ferdinando
- Raffaele Imparato: Cascherino Luca
- Mauro Marino: Giudice Verri
- Elettra Mallaby: Jijì
- Carlotta Badiali: Fioraia Susanna
- Gabriele Benedetti: Gustavo Bittner
- Marzia Ubaldi: Principessa
- Barbara Castracane: Donna Vittoria
- Francesco Pezzulli: Rodolfo Von Raben
- Oliviero Dinelli: Raimondo
- Paolo Buglioni: Generale Falkenstein